# Corum
La Corum S.à.r.l. è un'azienda svizzera produttrice di orologi da polso.
Fondata nel 1955 da René Bannwart e dallo zio Gaston Ries, produce orologi di alta qualità, la maggior parte dei quali in edizione limitata. Tra i prodotti più rinomati figurano le serie "Admiral's Cup", "Romvlvs", "Corum Bridges", "Corum Artisans collection".
La maison è stata tra le prime case di orologi ad inserire uno strumento che, alle normali funzioni dell'orologio, coniuga indicazioni relative allo stato delle maree, alla loro ampiezza, ai flussi e riflussi che le accompagnano, segnando anche a che ora del giorno avviene tutto ciò.
Il motto del marchio è "La chiave per il tempo perfetto" che è anche il logo e il simbolo grafico che la maison utilizza per decorare i suoi quadranti.
Corum ha personalizzato delle collezioni di orologi per la famiglia reale degli Emirati Arabi rappresentando il volto del principe Mohammed bin Rashid Al Maktum sul quadrante.
Nel 1958 il marchio crea una linea di orologi chiamata Chinese Hat per la somiglianza con i copricapi cinesi.
Gli anni 70 vengono dedicati allo sviluppo di orologi legati alle regate, in particolare alla Admiral's Cup. Vengono inoltre prodotti i primi orologi con i disegni delle bandiere marittime.
Nella produzione Corum si trova anche il modello Rolls-Royce, il quale prende la forma del muso dell'omonima macchina.
Nel 1987 Corum partecipa alla regata Mumm Admiral's Cup con un proprio scafo.
La Corum ha anche prodotto la serie di orologi associati ai braccialetti delle World Series of Poker; per alcuni anni a partire dal 2007 è stata essa stessa produttrice dei braccialetti.

## I modelli
- Admiral: Legend, AC-ONE
- Chinese Hat
- Golden Bridge
- Romulus
- Heritage
- Artisan Timepieces
- Classical Billionaire Tourbillon
- Golde Tourbillon Panoramique
- Rolls-Royce
- Bubble: Pop, Joker, Diablo, Flag, Game, Dive Bomber
- Coin Watch
- Meteorite
- Trapeze